# Barbosella geminata
Barbosella geminata är en orkidéart som beskrevs av Carlyle August Luer. Barbosella geminata ingår i släktet Barbosella och familjen orkidéer.
Artens utbredningsområde är Costa Rica. Inga underarter finns listade i Catalogue of Life.